# Иса (Амурская область)
Иса́ — посёлок в Селемджинском районе Амурской области, Россия. Образует Исинский сельсовет.
Посёлок Иса, как и Селемджинский район, приравнен к районам Крайнего Севера.

## География
Посёлок Иса стоит в верховьях реки Иса (приток Иги, бассейн Быссы).
Посёлок Иса находится на БАМе, в 85 км к юго-востоку (в восточном направлении) от пос. Февральск. Автомобильная дорога идёт параллельно железной дороге.
В 1997 году Байкало-Амурская железная дорога была ликвидирована, её восточные отделения переданы ДВЖД.
На юго-восток (в восточном направлении) от посёлка Иса идёт дорога к пос. Этыркэн (Верхнебуреинский район Хабаровского края).

## Население
| 2002 | 2010 | 2011 | 2012 | 2013 | 2014 | 2015 |
| ---- | ---- | ---- | ---- | ---- | ---- | ---- |
| 583  | ↘517 | ↘515 | ↘511 | ↘497 | ↘481 | ↘455 |
| 2016 | 2017 | 2018 | 2021 |      |      |      |
| ↘447 | ↘445 | ↘433 | ↘380 |      |      |      |

## Инфраструктура
- Станция Иса Дальневосточной железной дороги;